# Tenucephalus quadricornis
Tenucephalus quadricornis är en insektsart som beskrevs av Rauno E. Linnavuori och Delong 1976. Tenucephalus quadricornis ingår i släktet Tenucephalus och familjen dvärgstritar. Inga underarter finns listade i Catalogue of Life.